# Стародворане
Стародворане (алб. Staradran) је насеље у општини Исток на Косову и Метохији.

## Демографија
Насеље има албанску етничку већину,
Број становника на пописима:
- попис становништва 1948. године: 706
- попис становништва 1953. године: 790
- попис становништва 1961. године: 971
- попис становништва 1971. године: 1 314
- попис становништва 1981. године: 1 607
- попис становништва 1991. године: 1 826